# Hein Phyo Win
Hein Phyo Win (birmanisch ဟိန်းဖြိုးဝင်း; * 19. September 1999 in Heho) ist ein myanmarischer Fußballspieler.

## Karriere

### Verein
Hein Phyo Win steht seit 2018 bei Shan United unter Vertrag. Der Verein aus Taunggyi spielte in der ersten Liga, der Myanmar National League. Mit Shan United feierte er 2019 und 2020 die myanmarische Fußballmeisterschaft. Den MFF Charity Cup gewann er mit Shan 2019 und 2020. Die beiden Spiele gewann man gegen Yangon United. 2019 gewann man im Elfmeterschießen, 2020 siegte man mit 2:1. Im Juni 2022 ging er nach Thailand, wo er einen Vertrag beim Erstligisten Ratchaburi FC in Ratchaburi unterschrieb. Für den Verein bestritt er 36 Erstligaspiele. Nach Vertragsende kehrte er im Juli 2024 zu seinem ehemaligen Verein Shan United zurück.

### Nationalmannschaft
Hein Phyo Win spielte 2018 dreimal in der myanmarischen U23-Nationalmannschaft. Seit Dezember 2021 spielt er für die A-Nationalmannschaft. Sein Debüt gab er am 5. Dezember 2021 in einem Gruppenspiel im Rahmen der Südostasienmeisterschaft 2021 gegen Singapur. Hier stand er die zweite Halbzeit auf dem Spielfeld. Die restlichen drei Gruppenspiele stand er jeweils von Beginn an auf dem Spielfeld.

## Erfolge
Shan United
- Myanmar National League: 2019, 2020
- MFF Charity Cup: 2019, 2020